# Chaetophthalmus collessi
Chaetophthalmus collessi là một loài ruồi trong họ Tachinidae.